# Unfabulous
Unfabulous ist eine Fernsehserie, die von 2004 bis 2007 produziert und auf Nickelodeon erstausgestrahlt wurde. In Deutschland wurde die Serie vom deutschen Nickelodeon-Ableger Nick gezeigt. Die Hauptdarstellerin Emma Roberts ist die Nichte von Julia Roberts.

## Handlung
Addie Singer ist gerade in die siebte Klasse gekommen und hat mit jeder Menge Problemen zu kämpfen. Doch zusammen mit ihren zwei besten Freunden Geena und Zach steht sie sogar die schlimmsten Fälle durch – beispielsweise, dass ihr Langzeit-Schwarm Jake sie nur als Kumpel sieht oder dass sie eine Zahnspange bekommt. Addie ist eine leidenschaftliche Songschreiberin und Sängerin. Über sämtliche Ereignisse in ihrem Leben schreibt sie Lieder, die sie singt und mit ihrer Gitarre spielt.

## Charakterbeschreibung
Addie Singer
ist ein 12-jähriges Mädchen, das mit den mehr oder weniger alltäglichen Teenagerproblemen umgehen muss. Sie ist die kleine Schwester von Ben und die Tochter von Sue und Jeff Singer. Ihre besten Freunde sind Geena Fabiano und Zach Carter-Schwartz, die ihr immer zur Seite stehen.
Addie ist anfangs schwer in Jake Behari verliebt, der sich mit ihr anfreundet und sie auch gernhat. Jedoch hat Jake eine Freundin und deshalb distanzieren sich beide voneinander. Später auf der Bar Mitzwa Party von Randy Klein, dem Schulschwarm und dem Pechvogel der Schule, nähert Randy sich Addie und die beiden werden ein Paar. Doch nach dem Beziehungsaus entdeckt Addie schließlich, dass sie immer noch viel für Jake empfindet.
Addie spielt Gitarre und schreibt zu jedem Problem in ihrem Leben Lieder. Weiterhin ist sie noch sehr talentiert im Singen. Seit der achten Klasse ist sie mit Jake zusammen.
Geena Fabiano
ist Addies und Zachs beste Freundin. Geena ist im Designen von Kleidung sehr begabt und näht daher fast alle ihre Kleider selbst. Sie besitzt im Gegensatz zu Addie viel Selbstbewusstsein. Fast regelmäßig bekommt Geena von Rektorin Brandywine Nachsitzen für ihre zu knappe Kleidung in der Schule. Seit der 3. Staffel ist Geena mit dem Italiener Gianni zusammen. Anfangs denkt Geena, er spreche nur italienisch, aber mit der Zeit bekommt sie mit, dass er auch ihre Sprache spricht. Daraufhin trennt sie sich von ihm, kommt aber kurze Zeit später wieder mit ihm zusammen.
Zachary „Zach“ Carter-Schwartz
ist Geena und Addies bester Freund. Zach ist einer der besten Basketballspieler in Schulmannschaft und sehr umweltbewusst. Seine Freundin, die Annie heißt, ist älter als er und in der Klassenstufe über ihm, was anfangs einige Probleme verursacht. Er ist ein unkonventioneller Typ, der gerne soziale Probleme und ihre Ursachen diskutiert. Zach ging sogar barfuß, um gegen den sozialen Zwang zum Kauf von Markenturnschuhen zu protestieren. Er ist allerdings nicht nur ein Aktivist.
Jake Bahari
ist Addies große Liebe. Gegenüber Addie empfindet Jake anfangs jedoch nur Freundschaft, da er sich bereits in einer Beziehung befindet. Während Randy Kleins Bar Mitzwa, als er mit seiner Freundin Schluss macht, entdeckt er seine Gefühle für Addie. Sie ist aber nun mit Randy zusammen, da Addie im Glauben war, dass Jake niemals mehr als Freundschaft für sie empfinden wird.
Später, als Addies und Randys Beziehung in die Brüche geht und Addie ihre Gefühle für Jake wiederentdeckt, ist dieser jedoch schon auf dem Weg nach Kanada in die Sommerferien. In der 1. Staffel ist er mit Patty zusammen. Und seit der 3. Staffel ist er mit Addie zusammen.
Randy Klein
der Schwarm aller Mädchen der Schule, der ein großer Pechvogel und oft nicht zu sehen ist, da er im Krankenhaus liegt. Auf seiner Bar Mitzwa, sieht man zum ersten Mal den gut aussehenden Randy, der sich prompt in Addie Singer verliebt. Er und Addie führen eine lange und teilweise auch problematische Beziehung, jedoch ist Addie seine große Liebe. Doch dann, kurz vor den Sommerferien der siebten Klasse, endet ihre gemeinsame Beziehung. Die meisten Mädchen nennen ihn „Süßer Candy Randy Klein“.
Ben Singer
ist Addies großer Bruder und der Sohn von Sue und Jeff Singer. Ben arbeitet im Juice, nachdem seine Freundin Tara mit ihm Schluss gemacht hat, kommt er mit Jen zusammen, die ebenfalls im Juice arbeitet.
Cranberry St. Claire
ist die beste Freundin von Maris. Beide mögen es, Addie zu beleidigen oder sie zu blamieren. In der gesamten siebten Klasse haben sich Geena und Cranberry gehasst. Aber am letzten Schultag vertragen sie sich.
Maris Bingham
ist die beste Freundin von Cranberry. Sie ist sehr zickig und liebt es Addie zu ärgern. Sie nennt Addies Ex-Freund Randy immer süßer Candy Randy Klein.
Seth
ist der Hausmeister in der Rocky Road Middle School.
Nancy
Ist der Hund von Addie. Fast wie ein Mensch bringt sie einem ständig Gegenstände.

## Besetzung und Synchronisation
Das Dialogbuch der deutschen Synchronisation schrieb Thomas Maria Lehmann, Dialogregie führte Ulrike Lau.

### Hauptcharaktere
| Charaktere           | Schauspieler    | Synchronsprecher | Zeitraum     |
| -------------------- | --------------- | ---------------- | ------------ |
| Addie Singer         | Emma Roberts    | Lisa Mitsching   | Staffel: 1–3 |
| Geena Fabiano        | Malese Jow      | Rubina Kuraoka   | Staffel: 1–3 |
| Zach Carter-Schwartz | Jordan Calloway | Ricardo Richter  | Staffel: 1–3 |
| Ben Singer           | Tadhg Kelly     | Nicolás Artajo   | Staffel: 1–3 |
| Sue Singer           | Molly Hagan     | Andrea Aust      | Staffel: 1–3 |
| Jeff Singer          | Markus Flanagan |                  | Staffel: 1–3 |
| Cranberry St. Claire | Chelsea Tavares | Adak Azdasht     | Staffel: 1–3 |
| Maris Bingham        | Emma Degerstedt | Jill Böttcher    | Staffel: 1–3 |

### Nebencharaktere
| Charaktere           | Schauspieler     | Synchronsprecher | Zeitraum     |
| -------------------- | ---------------- | ---------------- | ------------ |
| Principal Brandywine | Mildred Dumas    | Barbara Ratthey  | Staffel: 1–3 |
| Mary Ferry           | Mary Lou         |                  | Staffel: 1–3 |
| Duane Oglivy         | Dustin Ingram    | Carsten Otto     | Staffel: 1–3 |
| Eli Pataki           | Carter Jenkins   | Hannes Maurer    | Staffel: 1   |
| Jake Behari          | Raja Fenske      |                  | Staffel: 1–3 |
| Chad Fennell         | Stephen Lunsford | Tobias Müller    | Staffel: 1–3 |
| Randy Klein          | Evan Palmer      |                  | Staffel: 1–3 |
| Coach Pearson        | Sean Whalen      | Olaf Reichmann   | Staffel: 1–3 |
| Patti Perez          | Bianca Collins   |                  | Staffel: 1–3 |
| Jen Stevenson        | Sarah Hester     |                  | Staffel: 1–3 |
| Mario                | Brandon Smith    |                  | Staffel: 1   |
| Manager Mike         | Harry Perry III  |                  | Staffel: 1–3 |
| Cosmina              | Miranda Cosgrove | Adak Azdasht     | Staffel: 3   |

## Filme
Auf der Serie basierend wurden zwei Fernsehfilme produziert.

### The Perfect Moment – Ausflug mit Hindernissen
„The Perfect Moment“ wurde zum ersten Mal am 7. Oktober 2006 in den USA ausgestrahlt, die deutsche Erstausstrahlung (in zwei Episoden geteilt) erfolgte am 6. Oktober 2007.
Addie erfährt, dass ihr Schwarm Jake Behari wieder mit seiner Freundin Patti Perez zusammen ist. Sie erfährt, dass beide auf die Hochzeit von Jakes Cousine in Chinatown eingeladen ist, woraufhin Addie beschließt auf der Hochzeit unangemeldet zu erscheinen und Jake ihre Liebe zu gestehen. Gemeinsam mit ihrem Bruder Ben und ihren Freunden Geena und Zach fahren sie nach Chinatown. Vor Ort werden die vier getrennt: Ben beginnt eine Prügelei mit Kirk, dem neuen Freund seiner Exfreundin Jen. Zach beschließt einige Hummer aus einem Restaurant zu befreien. Geena und Addie erreichen derweil den Ort der Hochzeit und verschaffen sich Zutritt. Dort werden die beiden von Patti erwischt, die Addies Plan erkennt und beide von der Hochzeit entfernen lässt. Nachdem Geena die Idee kommt, dass sich beide in Saris verkleidet auf die Hochzeit schleichen könnten dies gelangt Addie bis zu Jake, der jedoch genau in diesem Augenblick zu einem Foto gebeten wird.
Derweil entscheidet sich Ben ein Tattoo stechen zu lassen, um seiner Exfreundin zu imponieren. Doch kurz nach Beginn des Stechens werden sowohl der Tätowierer als auch Ben von der Polizei überrascht, Ben muss durch die Prügelei ins Gefängnis, wo er auf Kirk trifft. Nach einer Aussöhnung ruft Ben Addie an und bittet sie um Hilfe. Gezwungen ihrem Bruder zu helfen, verlässt sie die Hochzeit.
Durch einen Zwist schafft es Zach einen Hummer zu retten, mit der Hilfe des Hummers schafft es Addie die Kaution für ihren Bruder und Kirk zu erhalten. Als Gegenleistung verhilft Ben Addie wieder auf die Hochzeit zu kommen, die jedoch bereits beendet ist. Aus einem Müllcontainer im Hinterhof hört Addie den Klingelton von Jakes Handy, dass Patti zuvor aus Eifersucht entsorgte. Kurz darauf trifft auch Jake am Müllcontainer. Addie gesteht ihm ihre Liebe, die er erwidert.

### The Best Trip Ever – Im Auge des Sturms
„The Best Trip Ever“ ist der zweite Fernsehfilm und bildet gleichzeitig das Finale der Serie. Am 16. Dezember 2007 wurde der Film in den USA erstausgestrahlt, die deutsche Erstausstrahlung (in zwei Episoden geteilt) erfolgte am 26. Dezember 2008.
Die Freunde planen, an einer Kreuzfahrt teilzunehmen. Zack will Geena sagen, dass er sie liebt, Addie will das verhindern. Am zweiten Tag wütet ein Sturm auf hoher See. Gegen Ende des Films küssen sich Geena und Zack und kommen zusammen.

## Soundtrack
In den USA ist zu Unfabulous das Musikalbum Unfabulous and More: Emma Roberts erschienen. Das Album, das am 27. September 2005 kurz nach der Premiere der zweiten Staffel, erschien, enthält die beiden Soundtracks und dient Emma Roberts als Debütalbum.
Es enthält die Lieder:
1. I Wanna Be
2. Punch Rocker
3. Say Goodbye to Jr. High
4. I Have Arrived
5. 94 Weeks (Metal Mouth Freak)
6. This Is Me
7. Dummy
8. Mexican Wrestler
9. We Are Gonna Happen
10. New Shoes